# Tóth Vilmos (politikus)
Székeli Tóth Vilmos (Szécsány, 1832. május 28. – Nyitraivánka, 1898. június 14.) a főrendiház elnöke, belügyminiszter.

## Élete
Szerény sorsú nyitraivánkai, 1634-ben nemesített köznemes családból származott. Apja Tóth Károly (1793) földbirtokos volt, aki 1828-ban telket adományozott az új iskola felépítésére Nyitraivánkán, anyja Kossovich Anna (1807).
Iskoláit Aradon, Temesvárott és Nagyváradon végezte, majd Pozsonyba ment jogi tanfolyamra. Ezt 1848-ban elvégezte és Nyitra vármegye táblai aljegyzője lett. Az 1848-at követő politikai helyzet leszorította a közügyek teréről. 1860-ban Nyitra vármegye főjegyzője, 1861-ben pedig mint Nyitra vármegye központi képviselője részt vett az országgyűlésen, ahol a Felirati Párthoz csatlakozott. 1861−1879 között hat országgyűlésen (az 1875/78-as ciklus kivételével, amikor Regőce küldte a parlamentbe) végig a nyitrai kerületet képviselte. Az 1865. országgyűlés jegyzője és Deák politikájának egyik legerősebb híve és szószólója volt, majd a Szabadelvű Párt tagja. 1867-ben miniszteri tanácsos lett a belügyminisztériumban, majd 1869–1871 között államtitkár. 1871. február 15-én belügyminiszterré nevezték ki, ezen állását 1873. március 15-ig töltötte be. Ekkor visszatért nyitraivánkai birtokára és valóságos belső titkos tanácsosi méltóságot kapott. 1879 októberében a bécsi közös államszámvevőszék elnökévé nevezték ki és ezen hivatalát 1895-ös nyugdíjazásáig viselte. Ekkor a főrendiház tagja, 1896. november 22-én pedig annak elnöke lett. Nyitraivánkán nyugszik.
Fia, Tóth Vilmos Sándor (1851–1891) komornyik és nagykövet a szerb királyi udvarban, valószínűleg férfiágon a család vele kihalt. Lányai Zsuzsanna, Thuróczy Vilmos nyitrai főispán, Erzsébet pedig Thuróczy Károly nyitrai vármegye főorvosának felesége lett.

## Emlékezete és kitüntetései

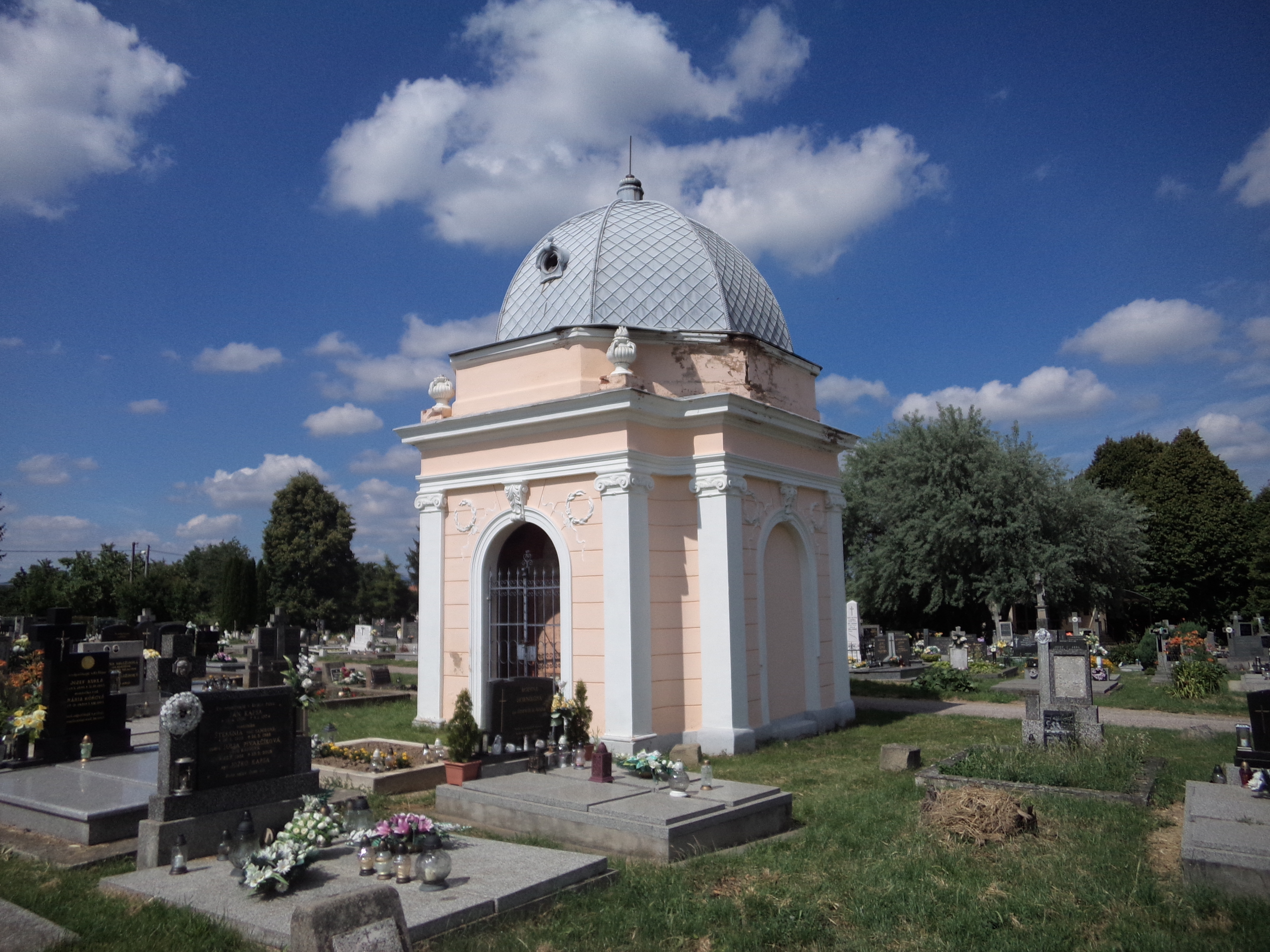
Sírhelye Nyitraivánkán

- Lipót-rend nagykeresztje
- A német császártól Vörös Sas-rend I. oszt.
- 1897-ben Nyitra főutcáját róla nevezték el

## Művei
- 1861 Beszéde. Pest. (gr. Széchenyi Béla beszédével)
- 1869 Rede ... gehalten in der Sitzung des Abgeordnetenhauses am 23. Juni 1869. Pest. (németül)

## Külső hivatkozások
- Nyitraivánka honlapján